# Saiyajin
|  | Sammenskrivningsforslag Artiklen Saiyajin er foreslået føjet ind i Dragon Ball. (Siden november 2024) Diskutér forslaget |

Saiyajinerne (dansk udtale: /ˈsaɪ-jɐdʒiːn/ SAI-ya-jeen; japansk: サイヤ人じん Saiya-jin, /ˈsaɪ-jɐd͡ʒɪn/ SAI-ye-jinn) er en fiktiv art af udenjordiske stolte krigere, skabt af Akira Toriyama til hans Dragon Ball-mangaunivers. De minder i udseende minder meget om mennesker og er hovedsageligt humanoide, dog med den forskel, at de har en lang tyk abelignende hale.
Saiyajinerne er inspireret af blandt andet kryptonianerne, Supermans udenjordiske art fra DC Comics-tegneserierne, men det mest kendte medlem af racen, Son-Goku eller "Kakarot" som han heder på saiyajinsk, er som karakter oprindeligt inspireret af abekongen eller Sun-Wukong fra den store klassike kinesiske roman Rejsen mod Vest.

## Etymologi
Navnet på racen, サイヤ人じん Saiya-jin, er på japansk et ordspil på yajin (野人), som betyder "vildmand", og er et anagram af yasai (野菜), der betyder "grøntsag". -jin er et suffiks, der betyder "person" på japansk, hvormed Saiya-jin får en betydning i retning af "grøntsagsfolk." Det passer godt med, at de fleste af saiyajinerne har navne, der er ordspil på engelske navne på grøntsager kendt fra jorden. Selv deres planet heder Vejita, et ordspil på det engelske vegetable "grøntsag."

## Anatomi
En renblodet saiyajin har sort hår og ligner til forveksling almindelig mennesker men de har en lang, tyk mørkebrun abelignende hale på enden, som de ofte binder omkring livet, så den ikke kommer i vejen. Hvis man klemmer halen, bliver man svag, men den kan trænes, så dens svaghed ikke længere eksisterer. For at få forhøjet deres energiniveau skal de træne eller kæmpe. Hvis en  saiyajin bliver dødeligt såret i kamp, bliver det belønnet med en energi forhøjelse når han/hun er helet. Jo tættere på døden jo mere energi. Maksimumsniveauet for en alm. saiyajin ligger omkring 25.000 (men hvad det måles i vides ikke). Men hvis de ser en fuldmåne, forvandles de til en Oozaru (大おお猿ざる Ōzaru, "Stor abe") eller nogle gange omtalt "vargorilla" på dansk. Halen skal være til stede, for at en saiyajin kan forvandle sig til en Oozaru, så hvis den fjernes vil fuldmånen ikke gøre noget ved en saiyajin. Halen vokser dog tilbage, med mindre man får den fjernet permanent.

## Oozaru-forvandlingen
En fordel ved forvandlingen til en Oozaru er, at en saiyajin får enorm styrke og kraft og vokser til omkring 8 gange sin oprindelige størrelse. Nogle ulemper er dog, at en Oozaru forvandles tilbage til dens almindelige saiyajin-form, så snart månen er væk, og at forvandlingen kræver enorme energimængder, og at han/hun har brug for meget hvile bagefter. En anden ulempe er, at saiyajiner, som ikke er vant til at forvandle sig til en Oozaru kan have svært ved at styre sig i abeformen.

## Trivia
- Trunks er den eneste saiyajin der ikke har sort hår i Dragon Ball, det er fordi han er halv-saiyajin (Vejita og Bulma
- I saiyajin-sagaerne fik Son-Goku tæv da Vejita forvandlede sig til en Oozaru
- Son-Goku's hale blev klippet af, af Puah da Son-Goku forvandlede sig til en Oozaru
- Son-Goku kom oprindeligt til jorden for at overtage magten med et energiniveau på 2, men slog hovedet under landingen.
- Halen er enhver saiyajins svage punkt. Hvis den bliver klippet af kan de ikke forvandle sig til en Oozaru. Hvis den bliver klemt bliver de svage, med mindre den er blevet trænet.